# Marthille
Marthille (Duits: Marthil) is een gemeente in het Franse departement Moselle in de regio Grand Est. De gemeente telde 167 inwoners op 1 januari 2022.

## Geschiedenis
De gemeente maakte tot 2015 deel uit van het arrondissement Château-Salins en kanton Delme. Toen op 22 maart 2015 het kanton werd opgeheven werden de gemeenten ervan opgenomen in het kanton Le Saulnois. Op 1 januari 2016 fuseerde het arrondissement met het arrondissement Sarrebourg tot het arrondissement Sarrebourg-Château-Salins.

## Geografie
De oppervlakte van Marthille bedraagt 10,2 vierkante kilometer; Op 1 januari 2022 was de bevolkingsdichtheid 16,4 inwoners per km².
In dit dorp ligt de bron van de Franse Nied en ligt het dorp in de Saulnois / Salzgau
De onderstaande kaart toont de ligging van Marthille met de belangrijkste infrastructuur en aangrenzende gemeenten.

## Demografie
Onderstaande figuur toont het verloop van het inwonertal.
Aboncourt-sur-Seille · Achain · Ajoncourt · Alaincourt-la-Côte · Albestroff · Amelécourt · Attilloncourt · Aulnois-sur-Seille · Bacourt · Bassing · Baudrecourt · Bellange · Bénestroff · Bermering · Bezange-la-Petite · Bidestroff · Bioncourt · Blanche-Église · Bourdonnay · Bourgaltroff · Bréhain · Burlioncourt · Chambrey · Château-Bréhain · Château-Salins · Château-Voué · Chenois · Chicourt · Conthil · Craincourt · Cutting · Dalhain · Delme · Dieuze · Domnom-lès-Dieuze · Donjeux · Donnelay · Fonteny · Fossieux · Foville · Francaltroff · Frémery · Fresnes-en-Saulnois · Gelucourt · Gerbécourt · Givrycourt · Grémecey · Guébestroff · Guéblange-lès-Dieuze · Guébling · Guinzeling · Haboudange · Hampont · Hannocourt · Haraucourt-sur-Seille · Honskirch · Insming · Insviller · Jallaucourt · Juvelize · Juville · Lagarde · Laneuveville-en-Saulnois · Lemoncourt · Léning · Lesse · Ley · Lezey · Lhor · Lidrezing · Lindre-Basse · Lindre-Haute · Liocourt · Lostroff · Loudrefing · Lubécourt · Lucy · Maizières-lès-Vic · Malaucourt-sur-Seille · Manhoué · Marimont-lès-Bénestroff · Marsal · Marthille · Molring · Moncheux · Moncourt · Montdidier · Morville-lès-Vic · Morville-sur-Nied · Moyenvic · Mulcey · Munster · Nébing · Neufvillage · Obreck · Ommeray · Oriocourt · Oron · Pettoncourt · Pévange · Prévocourt · Puttigny · Puzieux · Réning · Riche · Rodalbe · Rorbach-lès-Dieuze · Sailly-Achâtel · Saint-Epvre · Saint-Jure · Saint-Médard · Secourt · Salonnes · Sotzeling · Tarquimpol · Tincry · Torcheville · Vahl-lès-Bénestroff · Val-de-Bride · Vannecourt · Vaxy · Vergaville · Vibersviller · Vic-sur-Seille · Vigny · Villers-sur-Nied · Virming · Vittersbourg · Viviers · Vulmont · Wuisse · Xanrey · Xocourt · Zarbeling · Zommange